# USS Indianapolis (film)
Pour les articles homonymes, voir USS Indianapolis.
Pour plus de détails, voir Fiche technique et Distribution.
USS Indianapolis (USS Indianapolis: Men of Courage) est un film américain réalisé par Mario Van Peebles et sorti en 2016. Il raconte l'histoire de l'USS Indianapolis (CA-35) pendant la Seconde Guerre mondiale.

## Synopsis
Juillet 1945. Le navire USS Indianapolis, commandé par le capitaine Charles MacVay est investi d'une mission secrète par le président des États-Unis Harry S. Truman. Il doit livrer des éléments de bombes atomiques jusqu'à l'île de Guam pour qu'un avion puisse les larguer sur Hiroshima et Nagasaki. Pour que le bateau n'attire pas l'attention des Japonais, on ne lui procure aucune escorte anti sous-marin. Mais après avoir livré sa terrible marchandise, il est coulé sur le chemin du retour par un sous-marin japonais en plein océan Pacifique à l'est des Philippines.
Sur ses 1 196 marins, 300 périssent sur le coup. Les autres devront attendre les secours pendant plus de 5 jours au milieu des attaques de requins blancs, en proie à la faim, la soif, les hallucinations et le désespoir. Finalement, seuls 317 survivants pourront assister au procès en cour martiale du capitaine MacVay qui sera condamné, malgré le témoignage favorable du commandant du sous-marin japonais, pour avoir cessé de naviguer en zigzag. Harcelé de coups de téléphone, il finit par se suicider. Il sera cependant réhabilité par le président Bill Clinton.

## Fiche technique
- Titre original : USS Indianapolis: Men of Courage
- Titre français : USS Indianapolis
- Réalisation : Mario Van Peebles
- Scénario : Cam Cannon et Richard Rionda Del Castro
- Musique : Laurent Eyquem
- Photographie : Andrzej Sekula
- Montage : Robert A. Ferretti
- Décors : Jennifer Lemmon
- Costumes : Patrick O'Driscoll
- Production : Michael Mendelsohn et Richard Rionda Del Castro
- Sociétés de production : Hannibal Classics et Patriot Pictures
- Distribution : Saban Films (États-Unis), Marco Polo Production (France)
- Budget : 40 000 000 $
- Pays de production :  États-Unis
- Genre : guerre, catastrophe, historique
- Durée : 128 minutes
- Dates de sortie :
  - États-Unis : 14 octobre 2016
  - France : 4 janvier 2017 (directement en vidéo)

## Distribution
- Nicolas Cage (VF : Dominique Collignon-Maurin) : le capitaine Charles B. McVay
- Tom Sizemore (VF : Renaud Marx) : le CPO McWhorter
- Thomas Jane (VF : Boris Rehlinger) : le lieutenant Adrian Marks
- Matt Lanter (VF : Alexis Tomassian) : Bama
- James Remar (VF : Thierry Walker) : l'amiral Parnell
- Brian Presley : Waxman
- Johnny Wactor (VF : Fabrice Lelyon) : Connor
- Adam Scott Miller (VF : Jean-Rémi Tichit) : Mike D'Antonio
- Cody Walker (VF : Martin Faliu) : West
- Yutaka Takeuchi : le commandant Mochitsura Hashimoto
- Currie Graham : le capitaine Ryan
- Mandela Van Peebles : Theodore

Source VF